# Матяшевка (станция)
Матяшевка (укр. Матяшівка) — железнодорожная станция 5 класса Южной железной дороги, Полтавской дирекции тяги. Находится в 2,5 км от центра села Матяшовка и в 1,5 км от центра села Подлуки.

## Описание
Станция расположена в селе Нижние Яреськи (Шишацкий район Полтавской области). 
Имеет 3 пути, два главных и один запасной.  Зачастую запасной путь используют для приёмки поездов, которые останавливаются под пропуск других поездов.
Расстояние до Киева — 254 км
Расстояние до Полтавы — 85 км
В Полтавской горловине станции есть мост через реку Псёл.

## Поезда
По станции останавливаются все пригородные поезда (Гребенка — Огульцы, Гребёнка — Полтава-Южная, Ромодан — Полтава-Южная, Коломак — Гребёнка, Полтава Южная — Гребенка, Полтава Южная — Ромодан). 
Пассажирские поезда дальнего следования на станции не останавливаются.

## История
Раньше станция была разъездом с 4 путями, на одном из них отстаивались вагоны (позже путь разобрали). В 2000-х разъезд перевели в разряд станций.